# گالیشان، کبک
گالیشان (به فرانسوی: Gallichan) شهری در منطقه شهری آبیتیبی-وست ناحیه آبیتیبی-تمیسکامنگ در استان کبک کانادا است. در سرشماری سال ۲۰۱۱ این شهر ۴۵۶ نفر جمعیت داشته‌است و مساحت آن ۷۳٫۳۲ کیلومتر مربع است.